# سمسم
السِّمْسِم أو الزلنجان أو الجُلجُلان أو السَّمْسَق أو الجَلجان (الاسم العلمي: Sesamum indicum) هو نوع من النبات يتبع فصيلة البيدالية من رتبة الشفويات. ويُسمَّى مطحونه بـ الرَّهش.
والسِّمْسِم من المحاصيل الزيتية وقد استخدم غذاءً ودهناً منذ القدم، فالزيت الناتج عنه يحتوي على نسبة عالية من البروتينات والأحماض الدهنية والمركبات الفلافونية المضادة للأكسدة مما يساهم في احتفاظه بخواصه الطبيعية كما يستخدم زيت السِّمْسِم في الطبخ وما زالت شعوب كثيرة تستخدمه في غذائها بإضافته إلى أطباقها الشعبية وما زالت كثير من المجتمعات تعتمده في الأغراض الطبية والعلاجية كما يدخل في صناعة الحلوى والفطائر ويعرف زيت السِّمْسِم بالسيرج أو الشيرج وفي العراق يسمى بالراشي ويؤكل مع التمر ويدخل في اعداد طبق الحمص. كما يستخرج من السِّمْسِم بعد عصره مادة بيضاء أو سمراء اللون تعرف بالطحينة.

## إسماءه في الوطن العربي
- الجزائر: جلجلان
- تونس: جلجلان
- ليبيا: جيجلان او جليجلان او جلجلان زلجلان لو جنجلان
- المغرب: جلجلان أو زلجلان أو جنجلان

## الفائدة والأثر الطبي
السِّمْسِم بذور زيتية تستعمل كطعام وفي حالة الدُّوَار وتشوش الرؤية وطنين الأذن. والبذور تلين (تشحم) الجهاز الهضمي وتعالج الإمساك. وتزيد من حليب الرضاعة لهذا يوضع علي المغات الحلبة. وزيت السِّمْسِم ويعرف بالسيرج أو بالشيرج (حسب اللفظ) يستعمل في الطبخ وقلي الأطعمة وله أعتبار خاص لدى الطائفة اليهودية، كما يستخدم في مستحضرات التجميل، وهو غني بالدهون الغير متشبعة ومضادات الأكسدة لوجود sesamin and sesamol. والأوراق تستعمل في مشاكل الكلي والمثانة وتوصف للأطفال في الإسهال والأرياح. ويستخدم زيت السمسم أيضاً للصدفية والأمراض الجلدية وخصوصاً الرأس.

## الوصف
وعموماً يتميز السِّمْسِم بأوراق خضراء أو أرجوانية بيضاوية الشكل تكون متقابلة على الجزء السفلي للساق ومتبادلة على العلوني منه كما تحمل نباتاته أزهاراً بيضاء أو وردية جرسية الشكل تتحول إلى ثمار كبسولية يكتمل نموها على الجزء السفلي للنبات مبكراً عنه في الأجزاء العلوية ويمكن أن تتشقق وتنفدض منها البذور عند اكتمال نضجها وقد تبقى متماسكة حتى اكتمال نضج كل الثمار•

## المعلومات الغذائية
البيانات الغذائية للسمسم المحمص مقارنة بالسمسم الخام
| نوى بذور السمسم، محمصة | نوى بذور السمسم، محمصة   |
| --- | ------------------------ |
| |                          |
| |                          |
| القيمة الغذائية لكل (100 غرام) |                          |
| الطاقة الغذائية | 2,372 كـجول (567 ك.سعرة) |
| الكربوهيدرات | 26.04 g                  |
| السكر | 0.48 g                   |
| ألياف غذائية | 16.9 g                   |
| البروتين |                          |
| ثريونين | 0.704 g                  |
| ليوسين | 1.299 g                  |
| ليسين | 0.544 g                  |
| ميثيونين | 0.560 g                  |
| سيستين | 0.342 g                  |
| تيروزين | 0.710 g                  |
| ألانين | 0.886 g                  |
| حمض الأسبارتيك | 1.574 g                  |
| حمض الغلوتاميك | 3.782 g                  |
| غليسين | 1.162 g                  |
| برولين | 0.774 g                  |
| سيرين | 0.925 g                  |
| بروتين كلي | 16.96 g                  |
| ماء |                          |
| ماء | 5.00 g                   |
| الدهون |                          |
| دهون | 48.00 g                  |
| الفيتامينات |                          |
| فيتامين ج | 0.0 مليغرام (0%)         |
| معادن وأملاح |                          |
| كالسيوم | 131 مليغرام (13%)        |
| الحديد | 7.78 مليغرام (62%)       |
| مغنيزيوم | 346 مليغرام (94%)        |
| فسفور | 774 مليغرام (111%)       |
| بوتاسيوم | 406 مليغرام (9%)         |
| صوديوم | 39 مليغرام (2%)          |
| زنك | 7.16 مليغرام (72%)       |
| معلومات أخرى |                          |
| النسب المئوية هي نسب مقدرة بالتقريب باستخدام التوصيات الأمريكية لنظام الغذاء للفرد البالغ. المصدر: قاعدة بيانات وزارة الزراعة الأميركية للمواد الغذائية |                          |
| تعديل مصدري - تعديل |                          |

| نوى بذور السمسم، جافة | نوى بذور السمسم، جافة    |
| --- | ------------------------ |
| |                          |
| |                          |
| القيمة الغذائية لكل (100 غرام) |                          |
| الطاقة الغذائية | 2,640 كـجول (630 ك.سعرة) |
| الكربوهيدرات | 11.73 g                  |
| السكر | 0.48 g                   |
| ألياف غذائية | 11.6 g                   |
| البروتين |                          |
| ثريونين | 0.730 g                  |
| ليوسين | 1.500 g                  |
| ليسين | 0.650 g                  |
| ميثيونين | 0.880 g                  |
| سيستين | 0.440 g                  |
| تيروزين | 0.790 g                  |
| ألانين | 0.990 g                  |
| حمض الأسبارتيك | 2.070 g                  |
| حمض الغلوتاميك | 4.600 g                  |
| غليسين | 1.090 g                  |
| برولين | 1.040 g                  |
| سيرين | 1.200 g                  |
| بروتين كلي | 20.45 g                  |
| ماء |                          |
| ماء | 3.75 g                   |
| الدهون |                          |
| دهون | 61.21 g                  |
| الفيتامينات |                          |
| فيتامين ج | 0.0 مليغرام (0%)         |
| معادن وأملاح |                          |
| كالسيوم | 60 مليغرام (6%)          |
| الحديد | 6.4 مليغرام (51%)        |
| مغنيزيوم | 345 مليغرام (93%)        |
| فسفور | 667 مليغرام (95%)        |
| بوتاسيوم | 370 مليغرام (8%)         |
| صوديوم | 47 مليغرام (2%)          |
| زنك | 11.16 مليغرام (112%)     |
| معلومات أخرى |                          |
| النسب المئوية هي نسب مقدرة بالتقريب باستخدام التوصيات الأمريكية لنظام الغذاء للفرد البالغ. المصدر: قاعدة بيانات وزارة الزراعة الأميركية للمواد الغذائية |                          |
| تعديل مصدري - تعديل |                          |

## الأصناف الرئيسية

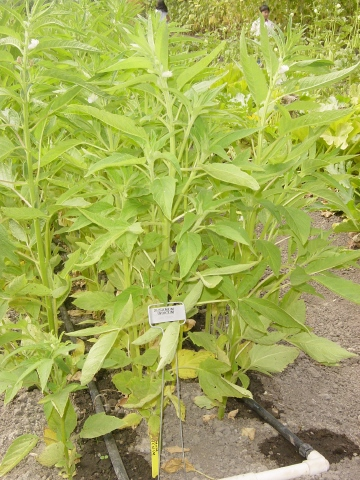
نبتة السمسم.

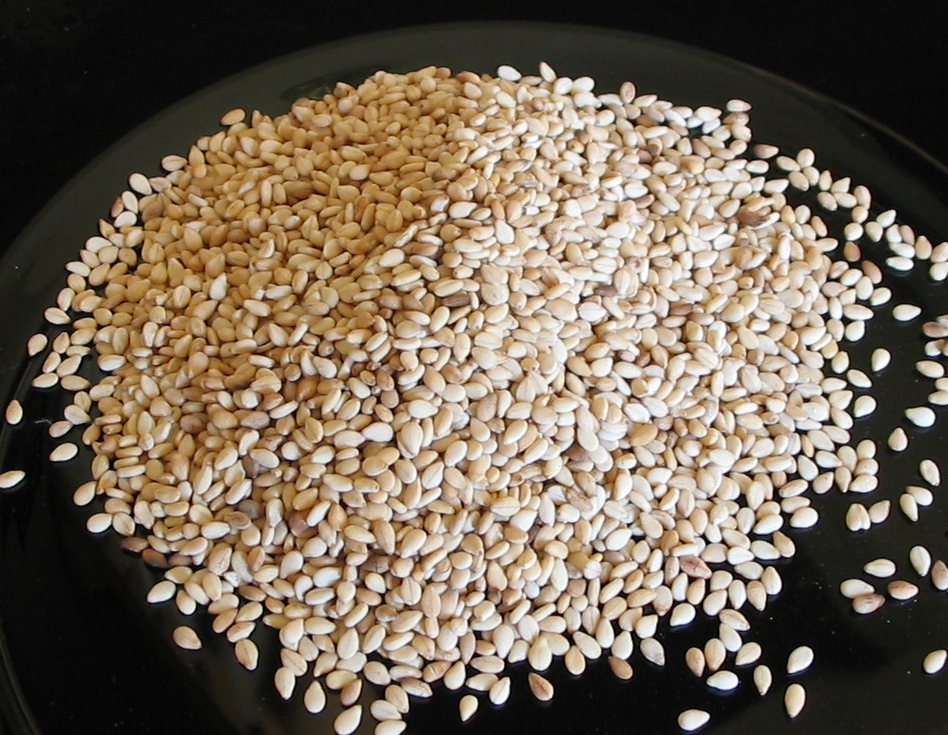
بذور السمسم.

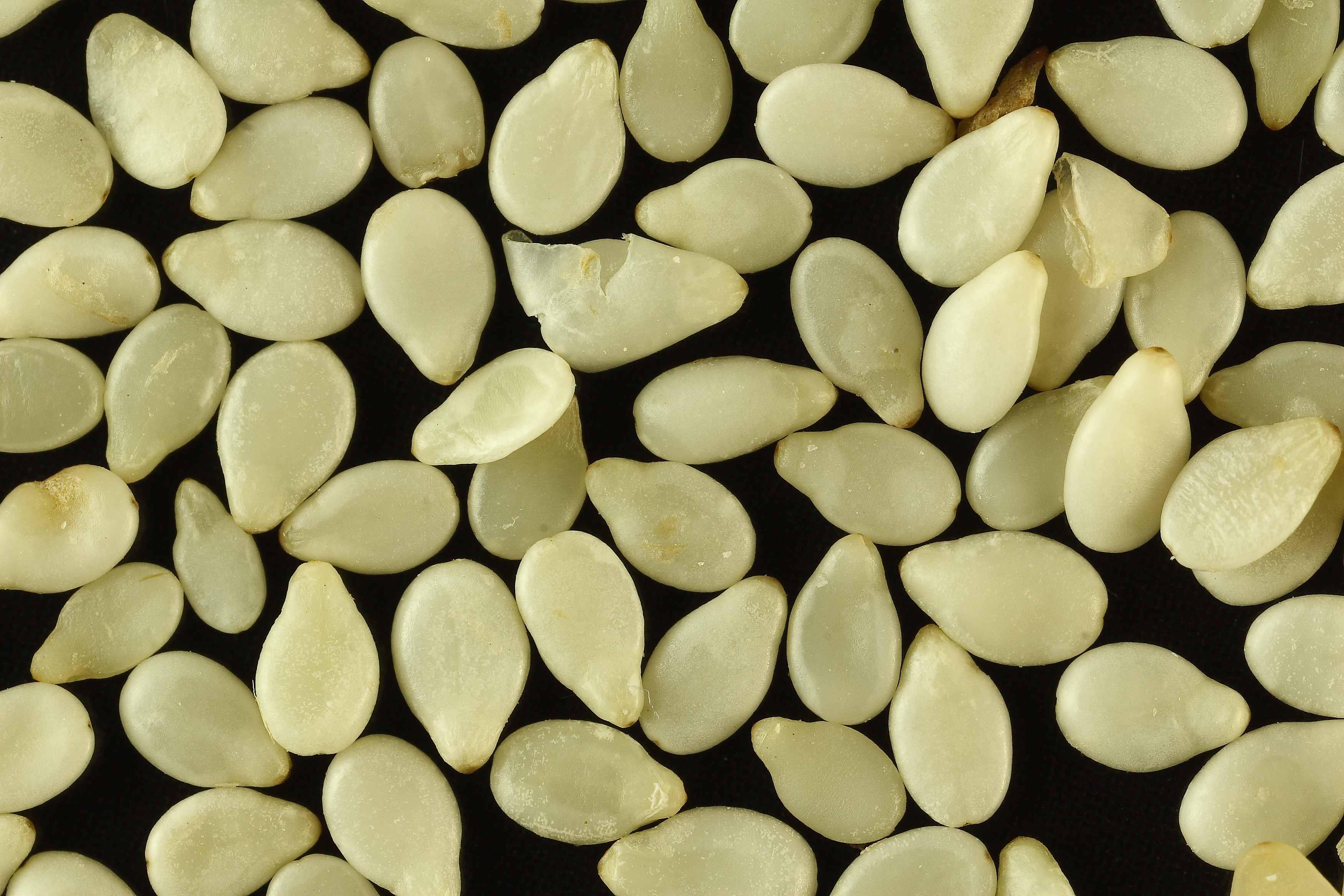
صورة مكبرة لبذور السمسم.

ان الجنس Sesamum التابع للعائلة السمسمية يحتوي على أكثر من 30 نوع ومجموعة كبيرة من الأصناف. وان العالم linne صنف جنس السمسم Sesamum الي نوعين موزعين هما:
- Sesamum indium L
- Sesamum orientale L

وان هذين النوعين ينموان في أفريقيا الاستوائية ويمكن تقسيم اصناف السِّمْسِم الي مجموعتين رئيسيتين هما:
1-اصناف نافضة أو منفرطة الثمار Shaltering varieties :- وهي تلك الأصناف التي تنفرط بذورها عند النضج.
2-اصناف غير نافضة أو غير مفرطة الثمار non shattering varieties
هناك عدة أصناف من السمسم هي:

### الصنف الأحمر
الذي يتميز ببذوره الحمراء الداكنة اللون غزير النمو الخضري والتفريع حيث يصل طول النبات إلى 115 سم عند نهاية موسم النمو وتتراوح إنتاجية هذا النوع من 240 -525 كجم للفدان.

### الصنف الأبيض
تتميز بذوره باللون الأبيض ونباتاته طويلة تصل إلى 140 سم وهو متوسط التفريع تبلغ إنتاجيته حوالي 525 كجم للفدان.

## موعد وطرق الزراعة
يزرع السمسم اعتباراً من منتصف أو نهاية شهر فبراير إلى منتصف شهر مارس. وهناك أكثر من طريقة لزراعة السمسم فيمكن زراعته في أحواض أو جلب ذات مساحات مناسبة بطريقة النثر أو يتم زراعته في خطوط أو سطور ويجب مراعاة إزالة الحشائش الضارة بالمحصول مبكراً حتى لا تتسبب بإحداث أي أذى للمحصول.
وفي منطقة جازان جنوب السعودية يزرع على عروتين وخصوصا على أرض السيول زراعة بعلية كالاتي:
1- الزراعة الخريفية من أوائل سبتمبر إلى اواخره
2-زراعة ربيعية سعودات من اواخر ديسمبر إلى أوائل يناير.
ويعتبر منتج عضوي في كلتا الحالتين لانه لايحتاج أسمدة أو مبيدات.
ويغلب على البذور المحلية الصنف الأسود أو البني المحمر.

## السماد
هناك معادلات سمادية لابد من الالتزام بها عند زراعة محصول السمسم حيث يفضل إجراء تحليل للتربة لمعرفة مستوى العناصر السمادية الموجودة بها قبل الزراعة فمثلاً هناك أسمدة تتم اضافتها للتربة أثناء إعداد التربة للزراعة مثل السوبر فوسفات الثلاثي كما وأن بعضها يضاف أثناء مراحل النمو المختلفة مثل الأسمدة النيتروجينية التي تساعد على تشجيع النمو الخضري ومن أهمها سماد اليوريا وكذلك الأسمدة البوتاسية مثل سلفات البوتاسيوم وهي ضرورية لتكوين ونمو البذور.
كما أن الرش بالسماد الورقي المحتوي على عناصر الزنك والمنجنيز والحديد والماغنسيوم ذو تأثير إيجابي على المحصول ويفضل أن يجرى قبل التزهير حيث يستفيد منه النبات بسرعة والسمسم من المحاصيل ذات الاحتياجات السمادية المنخفضة فلايحتاج الفدان سوى إلى 100 كلغ من سماد اليوريا وحوالي 50 كلغ من سلفات البوتاسيوم.ويكون لونه بني أو أخضر اواصفر اوازرق اوبرتقالي

## الري
محصول السمسم حساس للمياه لذا يفضل الري الخفيف على فترات متقاربة بعد الزراعة وعموماً فإن فترات الري تتوقف على نوع التربة وحالة الجو واحتياج النبات ففي المنطقة الداخلية مثلاً يكون الري كل 5 إلى 7 أيام بعد الإنبات حتى قبيل التزهير أما بعد التزهير وحتى النضج فيكون كل 10 أيام والحال يختلف في المناطق الساحلية حيث الرطوبة العالية نسبياً، فإنه من المفضل أن يكون الري فيها كل 7-10 أيام بعد الإنبات وحتى قبيل التزهير وكل 7 أيام اعتباراً من مرحلة التزهير وحتى النضج

## الآفات
تعتبر الذبابة البيضاء وديدان الأوراق والقرون والمن والبق الدقيقي من الأمراض التي تهدد محصول السمسم ويمكن مكافحتها عن طريق الرش بإحدى المبيدات الكيميائية المتخصصة ولا توجد أمراض فطرية ذات تأثير خطير سوى صدأ الأوراق في المناطق الرطبة إلا الزراعة في الوقت الموصى به واتباع كافة إرشادات المتعلقة بالعمليات الزراعية المختلفة يساعد كثيراً في زيادة درجة تحمل المحصول للإصابة بالأمراض والآفات، كما يعتبر التقزم وهو مرض شبيه بمرض مكنسة الساحرة في الليمون من الآفات التي تهدد محصول السمسم ومن أهم أعداض هذا المرض تكوين أوراق صغيرة متزاحمة على القمة النامية للنبات كما يصبح الساق قصير السلميات مما يمنع تكون الأزهار والقرون بشكل طبيعي وينتقل المرض عن طريق نطاطات الأوراق التي تتغذى على العصارة النباتية، وبانتقال هذه الحشرات من النباتات المصابة إلى السليمة يتم توسيع نطاق انتشار مسببات المرض عن طريق أجزاء الفم لهذه الحشرات، ولذلك فإن مقاومة هذه الحشرات في الأوقات المناسبة يقلل كثيراً من درجة الإصابة بالإضافة إلى أن النباتات القوية تظهر مقاومة أكبر لأعراض الإصابة.

## مناطق الزراعة

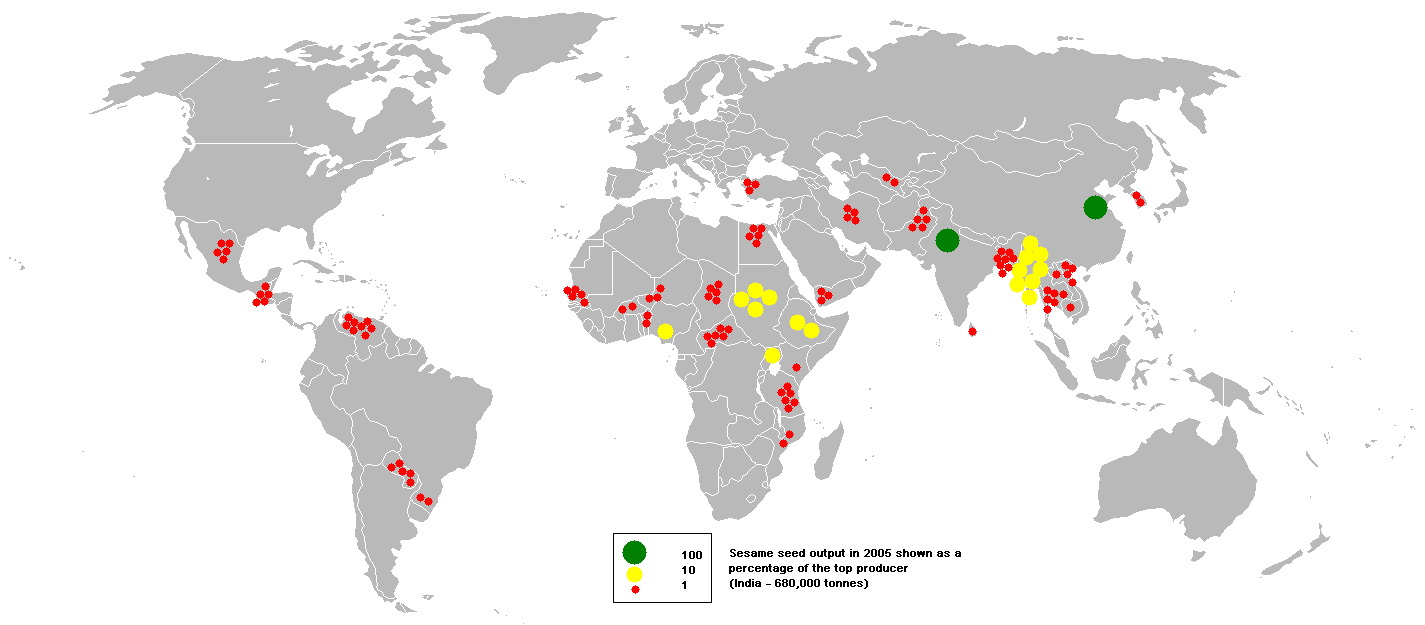
خريطة الدول المنتجة لسمسم

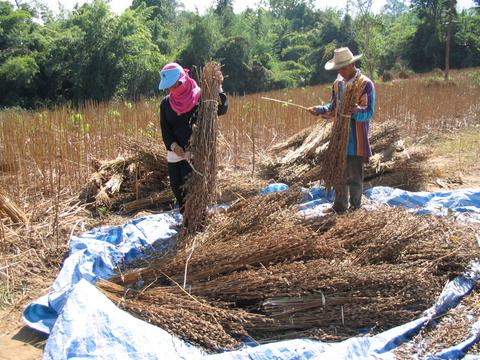
جني لسمسم

### سلطنة عمان
تعتبر مناطق الداخلية والظاهرة والشرقية وبعض المناطق الجبلية في منطقة الباطنة من المناطق المتميزة بزراعته•

### السودان
يتميز السودان بانتاج السمسم، في منطقة القضارف وكردفان واقليم دارفور

## معرض الصور

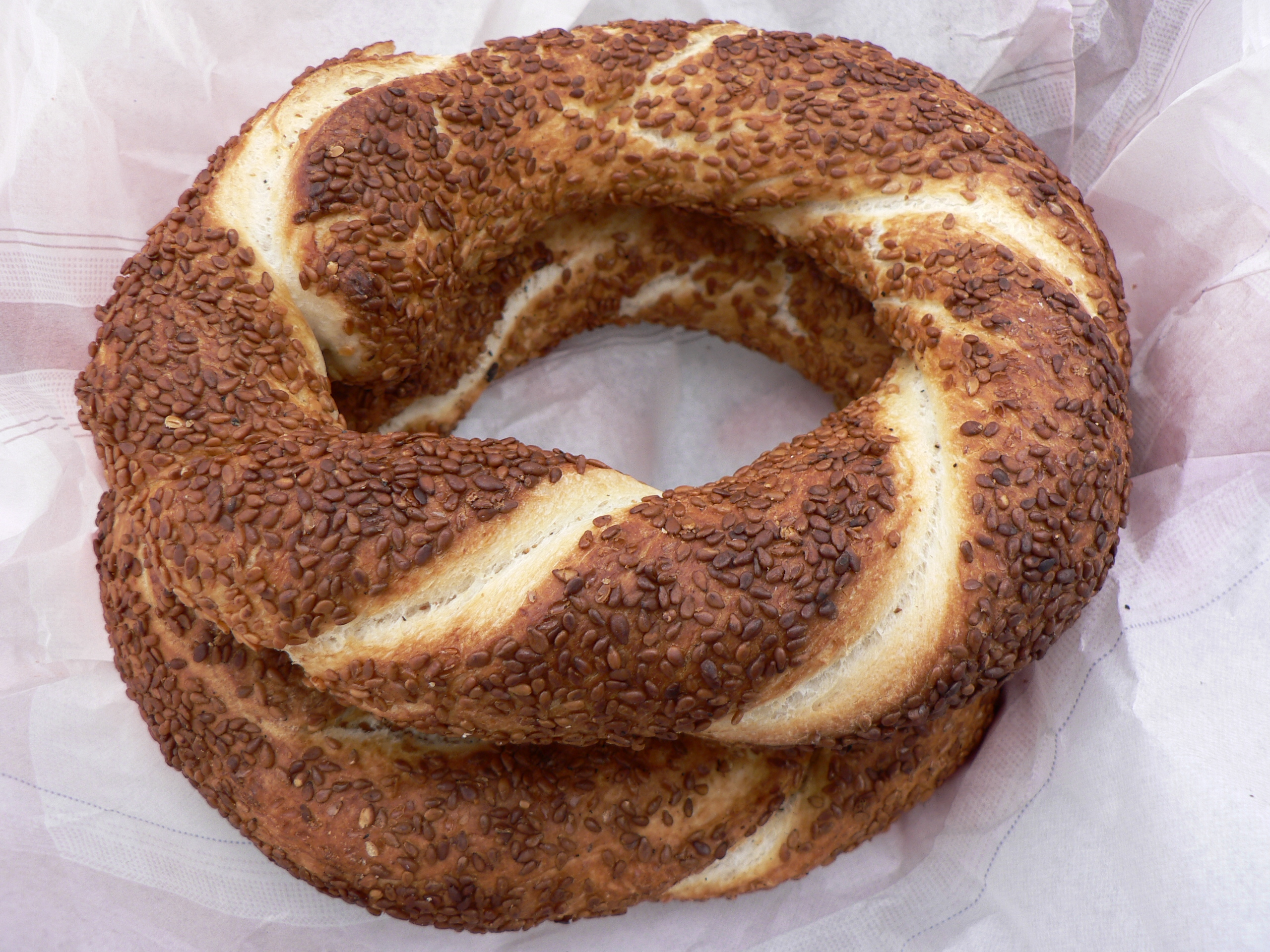
سميط مغطى بحبوب السمسم
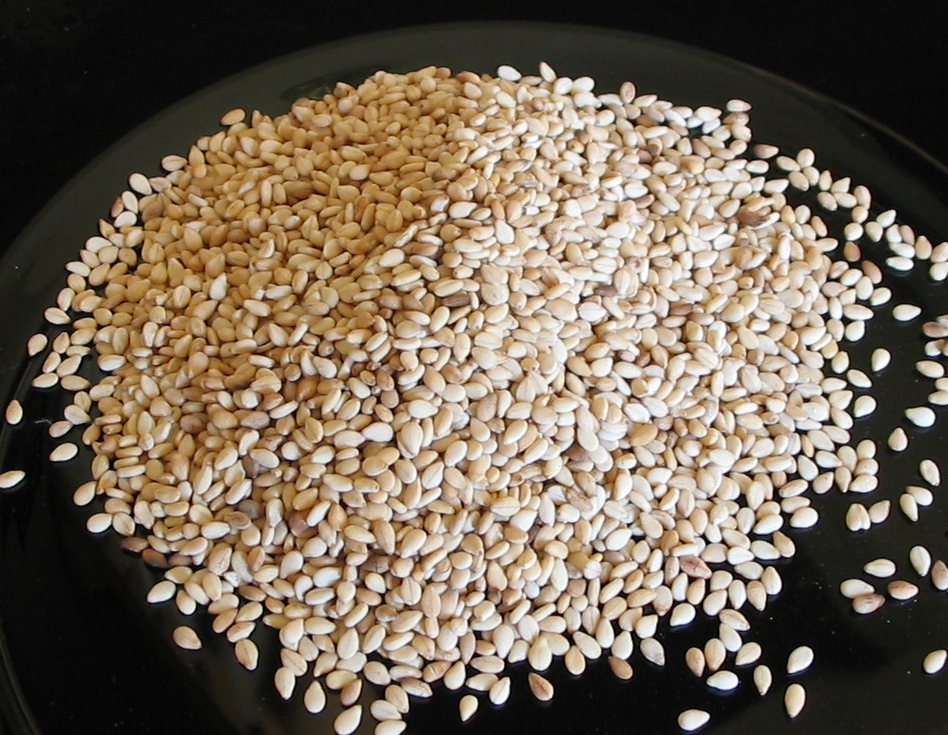
حبوب سمسم جافة
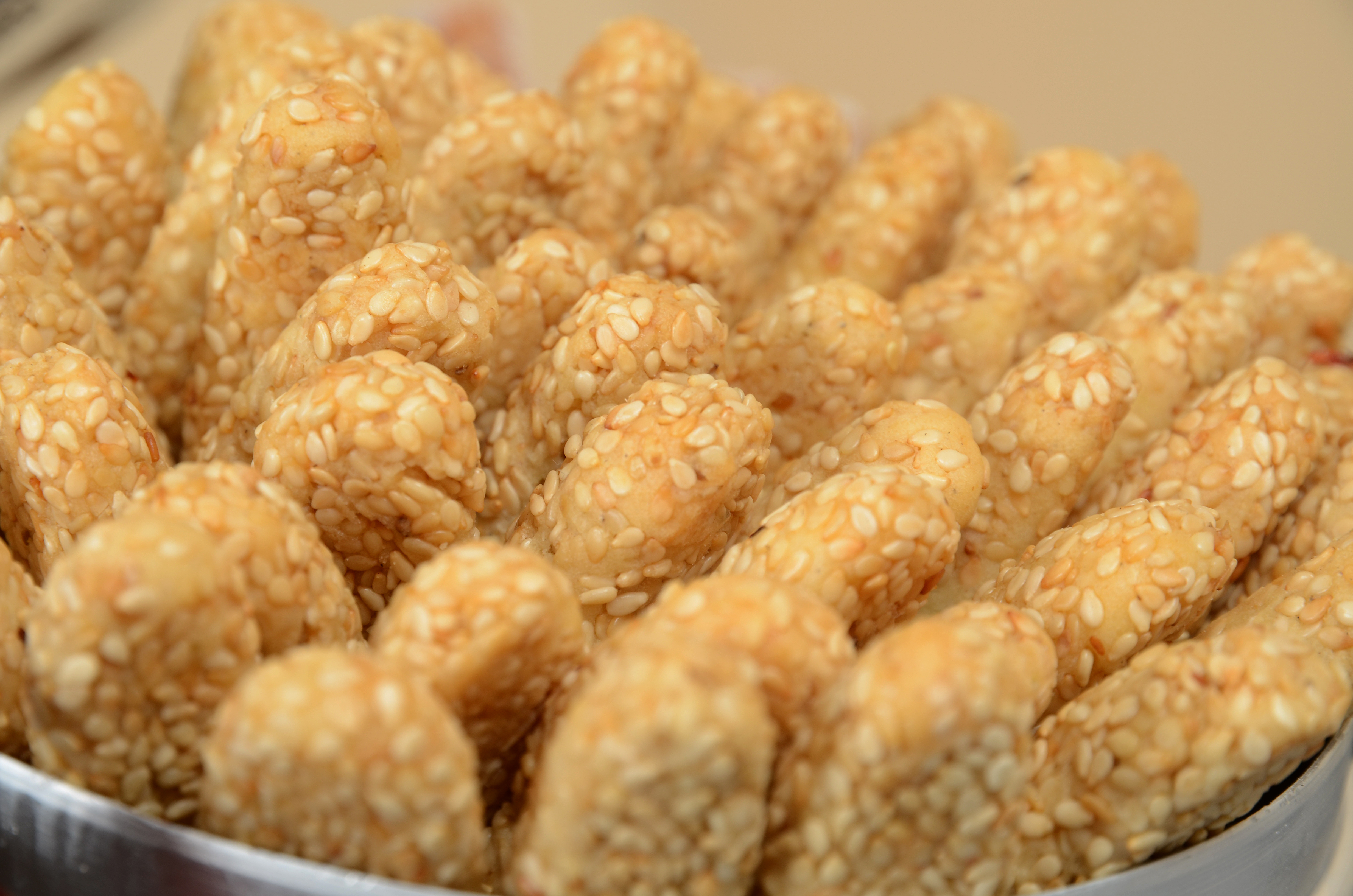
مجموعة من الخبز العربي الجاف مغطى بالسمسم
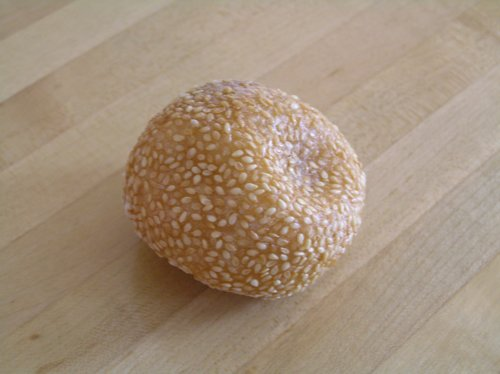
حلوى مصنوعة من السمسم في شرق آسيا
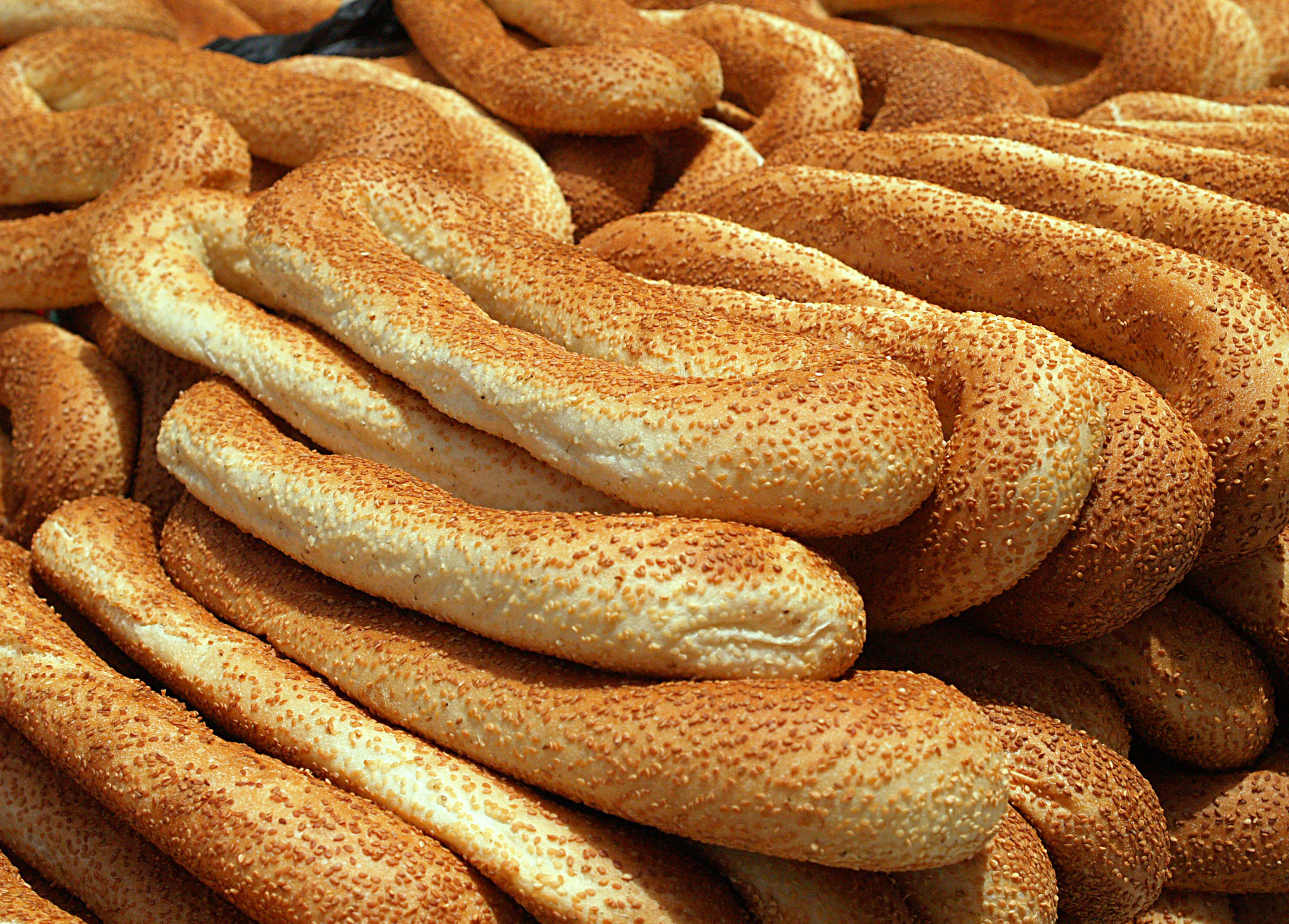
كعك الخبز المقدسي [الإنجليزية] وهو مُغطى بالسمسم.

## وصلات خارجية
معلومات غذائية عن السمسم
- السمسم واستخداماته وفوائده